# Marco Solari

Marco Solari 1990er Jahre

Marco (Severo) Solari (* 28. Dezember 1944 in Bern) ist ein Schweizer Manager.

## Leben
Sein Vater Guido (Severo) Solari, Tessiner aus Barbengo (Lugano) war Direktor der Eidgenössischen Fremdenpolizei, seine Mutter Willetrud Joss stammte aus dem Emmental.
Solari besuchte das Gymnasium in Bern und beendete es mit der Maturität. Anschliessend studierte er an der Universität Genf Sozialwissenschaften, das Studium finanzierte er selber durch seine Arbeit.  In seiner Lizenziatsarbeit von 1969 behandelte er die politische Oeffnung Thailands unter König Mongkut Mitte des XVIII Jahrhunderts.
1966 hatte er die Offiziersschule bei den mechanisierten Truppen absolviert. Für das Reisebüro Kuoni war er resident manager in Bangkok, Rio de Janeiro, Palma de Mallorca und Las Palmas de Gran Canaria.
1972 wurde Solari Direktor der Ente Ticinese per il Turismo (Tourismusbüro des Kantons Tessin; heute Ticino Turismo genannt). Sein Ziel sei es gewesen, die Kultur zu zeigen und das Tessin weg von den Klischees zu bringen.
Im Jahr 1988 berief ihn der Bundesrat als Delegierten für die Vorbereitungen und die Durchführung der 700-Jahr-Feier der Eidgenossenschaft, dies in einer Zeit «der wüsten Angriffe der linken Künstler und Intellektuellen». 1992 wurde er Mitglied der Verwaltungsdelegation des Migros-Genossenschafts-Bundes in Zürich. Von 1997 bis 2004 war Solari stellvertretender Konzernchef der Ringier AG. 2005 bis zu dessen Auflösung 2007 war er Mitglied des Advisory Board der Credit Suisse.
Von 2000 bis Ende 2023 dauerte sein Vertrag als operativer Präsident des Internationalen Filmfestivals von Locarno. In seinen dortigen "mäandrierenden" Reden komme auch seine Liebe zur Geschichte zum Ausdruck, so der Tages-Anzeiger, oder wie es die NZZ noch 2023 formulierte, dass sich Solari „nicht unnötig kurz“ halte. Zum Abschied programmierte Marco Solari am Abschlusstag des Filmfestivals, am 12. August 2023, seinen Lieblingsfilm. Nachfolgerin wurde Maja Hoffmann.

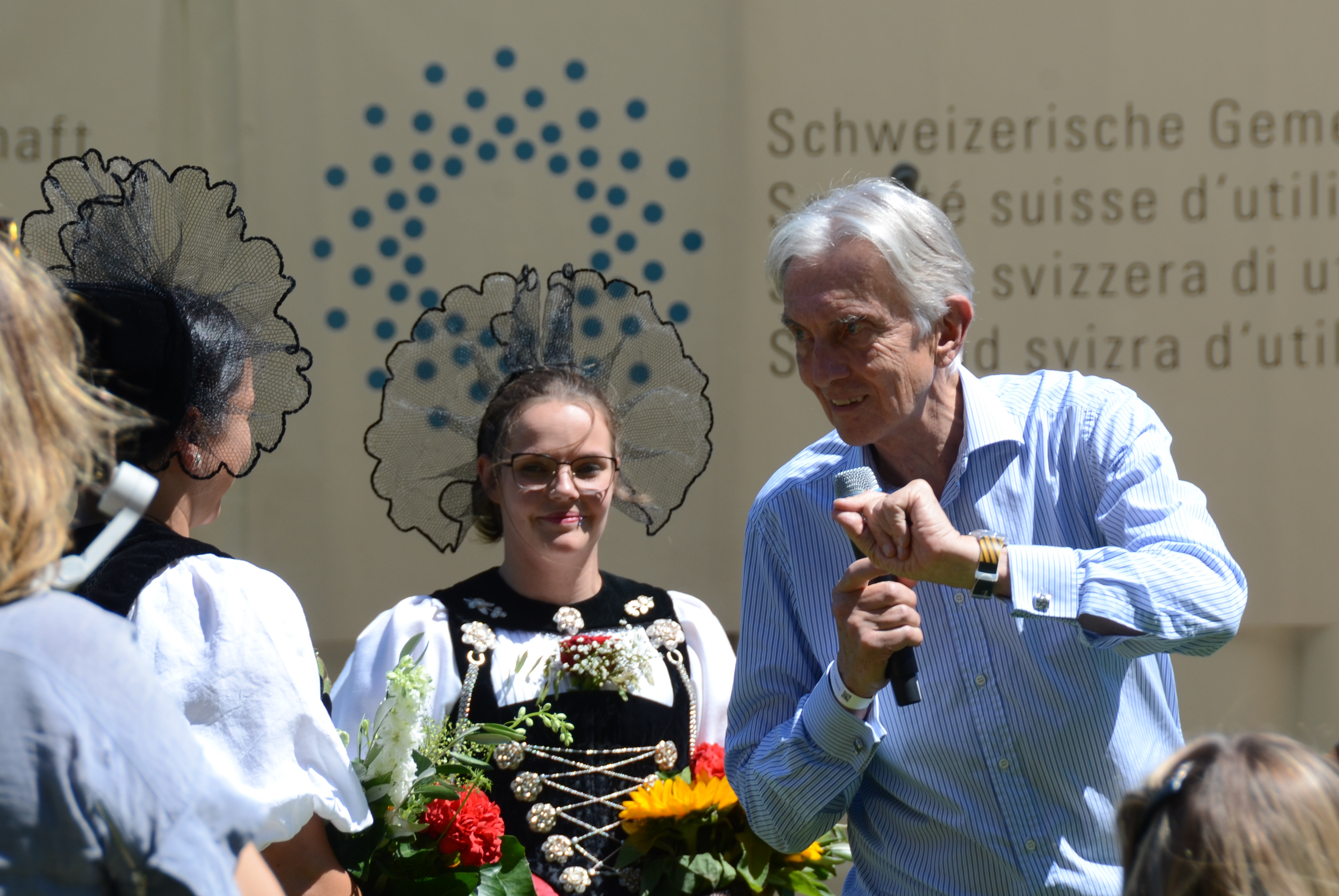
Marco Solari auf dem Rütli 2022 – näher bei den Leuten als das Rednerpult

Auf dem Rütli hielt er am ersten August 2022 eine Rede, in der er die Besucher beschwörte, die Schweiz von morgen zu gestalten. Es hielt ihn dabei nicht am Rednerpult, er wollte näher bei den Leuten sein, zudem sprach er bei seinem Appell für Veränderungen nicht italienisch, «wie es wohl die Veranstalter erhofft hatten», sondern deutsch, er wolle ja nicht Folklore, sondern verstanden werden.
Von 2007 bis 2015 war Solari Präsident von Ticino Turismo. Um 2007 lancierte er auch die Idee einer neuen Landesausstellung im Raume des St. Gotthards, "Gottardo 2020".
2014 wurde er für sein Lebenswerk mit dem «Milestone. Tourismuspreis Schweiz» geehrt, 2017 erhielt er den Orden des Sterns von Italien. Im Jahr 2019 erhielt Solari den Oertli-Preis für seinen Beitrag zum Zusammenhalt der Schweiz durch sein Engagement für die Präsenz der italienischen Sprache und Kultur in den anderen Landesteilen. Im gleichen Jahr wurde ihm als «freiheitsliebendem Brückenbauer» der Bonny-Preis Stiftung für die Freiheit verliehen für seinen Einsatz für Föderalismus und Kohäsion in der Schweiz.
Am 11. März 2024 entschied der Gemeinderat der Stadt Locarno auf Vorschlag der Exekutive, Marco Solari zum Ehrenbürger von Locarno zu ernennen.
Im Oktober 2023 erschien im Elfundzehn-Verlag sein Buch «Unverzichtbares Tessin». Darin schaut Solari auf spannende Episoden zurück: aus seiner Zeit als Tessiner Tourismusdirektor ebenso wie als Bundesratsdelegierter für die Vorbereitungen der 700-Jahr-Feier der Eidgenossenschaft 1991 und als Präsident des Locarno Film Festivals.
Solari ist in zweiter Ehe verheiratet, er hat zwei Söhne (* 1971, 1972). Er wohnt in Barbengo im Tessin.

## Weitere ex-Mandate
- Mitglied des Vorstandes von Schweiz Tourismus
- Mitglied des Vorstandes der Gesellschaft Multiple Sklerose
- Mitglied des Vorstandes des Vereins des interkulturellen Austausches Schweiz – Italien
- Mitglied des Schweizer Berghilferates
- Mitglied des Vorstandes des Musée de l’Elysée
- Mitglied des Stiftungsrates der Stiftung Accentus (gemeinnützige Stiftung, von Credit Suisse gegründet und unterstützt)